# 만서화해어용

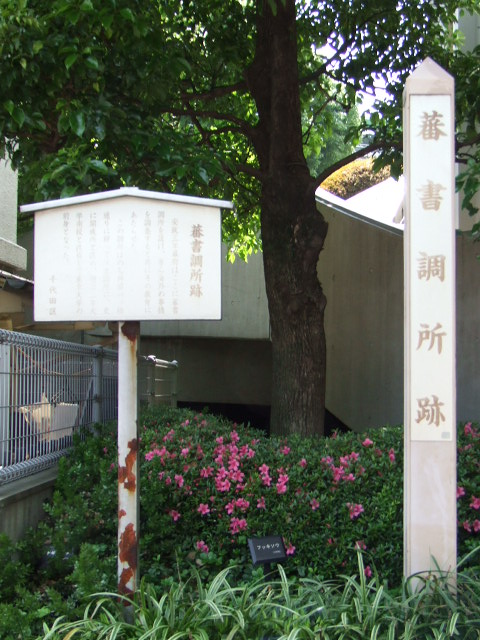
반쇼와게고요의 후신인 반쇼시라베쇼가 있던 터.

만서화해어용(일본어: 蛮書和解御用 반쇼와게고요우[*])은 1811년(분카 8년) 에도 막부에서 설치한, 난서를 중심으로 한 번역기관이다. 막부의 역법·측량기관인 천문방의 하위기관으로 설치되었다.
천문방의 다카하시 가게야스의 제안으로 설치되어 오오쓰키 겐타쿠, 우다가와 요안, 아오치 린소 등 우수한 난학가들이 번역관에 임명되었다. 지볼트 사건으로 다카하시가가 실각하자 야마지 유키타카, 아키쓰네 부자가 만서화해어용을 맡게 되었다. 이후 요가쿠쇼(洋学所), 반쇼시라베쇼, 요쇼초쇼(洋書調所) 등으로 이어지면서 번역 기관의 개념은 존속, 현재 도쿄 대학의 기원 중 하나가 되었다.